# Shinobu Satouchi
Shinobu Satouchi (里内 信夫, Satouchi Shinobu), né un 11 février, est un seiyū. Il travaille pour Aoni Production.

## Rôles

### Animation
- Dragon Ball GT : Giru

### Film d'animation
- Dragon Ball Z : Le Combat fratricide : Kakao